# 夢でありたい
『夢でありたい』（ゆめでありたい）は、1962年に公開された富本壮吉監督の日本映画。
舟橋聖一の同名小説が原作。

## スタッフ
以下のスタッフ名は特に記載がない限りKINENOTEに従った。
- 監督 - 富本壮吉
- 企画 - 原田光夫
- 原作 - 舟橋聖一 小説『夢でありたい』
- 脚本 - 沢村勉[2]
- 撮影 - 中川芳久
- 美術 - 下河原友雄
- 音楽 - 林光
- 録音 - 飛田喜美雄
- 照明 - 安田繁

## キャスト
以下の出演者名と役名はKINENOTEに従った。
- 山本富士子 - 宮西園子
- 江波杏子 - 妹競子
- 山村聡 - 父高彦
- 村田知栄子 - 母桝子
- 田宮二郎 - 素村毅一
- 島一男 - 息子悟
- 日高加月枝 - 姉むつ子
- 渡辺文雄 - 鶴野清見
- 高峰三枝子 - 四賀朱実
- 近江輝子 - 森幡峯子
- 山中和子 - 娘寧子
- 夏木章 - 森幡敬吾
- 目黒幸子 - 妻田鶴子
- 角梨枝子 - 尾沼加瀬子
- 耕田久鯉子 - 久宗しげ子
- 竹里光子 - 堂門静香
- 田中三津子 - 川路さい子
- 早川雄三 - 梶村医長
- 結城千里 - 競馬場の女事務員
- 小杉光史 - 椿館の管理人
- 此木透 - 病院の受付の男

## 同時上映
- 『化身』